# Parafia Niepokalanego Serca Najświętszej Maryi Panny w Trzebini
Parafia Niepokalanego Serca NMP w Trzebini (Sierszy) – parafia rzymskokatolicka archidiecezji krakowskiej, w dekanacie Trzebinia.

## Historia
Powstała w 1946 roku z woli księcia kardynała Adama Stefana Sapiehy. Pierwszy drewniany kościół powstał z dwóch baraków obozu Auschwitz-Birkenau w Oświęcimiu. Służył on przez wiele lat, dlatego został poddany gruntownemu remontowi i poświęcony 29 sierpnia 1971 przez kard. Karola Wojtyłę. W roku 1951 na terenie parafii ukrywał się kard. Bolesław Kominek. Rozebrany kościół został wywieziony do jednej z parafii na Ukrainie. Budowę murowanego kościoła rozpoczęto w 1982 roku. Projekt kościoła jest wzorowany na jednej ze świątyń z Betlejem. Obraz Matki Bożej w głównym ołtarzu pochodzi z rodzinnych stron Benedykta XVI. 23 września 1995 bp Kazimierz Nycz poświęcił dzwony do nowego kościoła. 29 października 2000 roku kard. Franciszek Macharski dokonał konsekracji nowego kościoła. 27 sierpnia 2006 parafię odwiedził kard. Stanisław Dziwisz, który odprawił uroczystą Mszę św. z okazji jubileuszu 60-lecia. Parafia liczy ok. 6500 wiernych. Proboszczem w latach 1986–2021 był ks. prałat Stanisław Krzysik, który został wyróżniony w konkursie „Proboszcz roku 2004”. W 2006 został laureatem wyróżnienia Adiunge Optimis, przyznawanego przez Trzebiński Ruch Społeczny Niezależność.

## Proboszczowie
Źródło:
- ks. kan. Michał Migdał (od 1946)
- ks. Józef Bendyk
- ks. kan. Augustyn Kotyrba
- ks. prał. Stanisław Krzysik (1986–2021)
- ks. Piotr Mozdyniewicz (2021–2025)
- ks kan. Jerzy Filek (od 2025)